# Ivan Vuksich
Ivan Vuksich  (nacido en 1948) es un administrador de fútbol de Nueva Zelanda. Es el presidente, desde 1995, del Central United y también, desde 2004, del Auckland City Football Club.

## Primeros años
Vuksich, de ascendencia croata, tuvo su niñez en Auckland y estuvo educado en el St Peter's College (1959–1965), donde jugaba al Rugby y al Críquet.

## Carrera de administración del fútbol

### Centre United
El Central United fue fundado en 1962 en Sandringham con el nombre Central por un grupo de inmigrantes de Croacia provenientes de la ciudad de Dalmatia, hasta que en 1996 añadieron United al nombre. Desde 1995 que Vuksich es el presidente del equipo y bajo su mandato el club ha ganado la Liga Nacional de Nueva Zelanda en 1999 y en 2001. También se coronó de la Northern League cuatro veces ( 2004, 2007, 2008 y 2016) y de la Copa Chatham en cinco oportunidades (1997, 1998, 2005, 2007 y 2012).

### Auckland City
El Auckland City Football Club fue fundado en 2004 al juntarse varios equipos de la Región de Auckland y se introdujo como una nueva franquicia a la ASB Premiership. Vuksich es el presidente del Auckland desde su formación. Desde entonces el club logró coronarse campeón de la ASB Premiership seis veces (2004/05, 2005/06, 2006/07, 2008/09, 2013/14 y 2014/15), de la Charity Cup en tres (2011, 2013 y 2015) y del Campeonato de Clubes de Oceanía / Liga de Campeones de la OFC en ocho oportunidades (2006, 2008/09, 2010/11, 2011/12, 2013, 2014, 2015 y 2016), además de la Copa Presidente de la OFC 2014.
Representaron a la Confederación de Fútbol de Oceanía en la Copa Mundial de Clubes de la FIFA en ocho oportunidades, de las cuales 6 de ellas fueron de forma consecutiva. Su actuación más destacada fue en el 2014 cuando obtuvo el tercer puesto, siendo éste el mejor resultado de un equipo oceánico en la máxima competencia de clubes.

### Otras actividades
Estuvo nombrado como miembro de FIFA´s "Club Mundial Taskforce" en 2006 y 2007. Esto era un comité de 12 personas establecidas para ayudar a resolver los problemas comunes encontrados en los clubes del mundo. En febrero del 2012 Vuksich estuvo nombrado al FIFA´s "Working Group for the International Match Calendar", comité de 28 personas en la labor de armar el calendario de los partidos internacionales FIFA para el periodo 2015-2022.
El martes 1 de mayo de 2012 Vuksich estuvo hecho un Miembro de Vida de Fútbol de Nueva Zelanda en el congreso Anual del deporte. Es sólo el 15.º individual en la historia de 121 años del cuerpo nacional para recibir este prestigioso honrar cuál es bestowed a quienes han hecho una contribución excepcional al juego en Nueva Zelanda.[cita requerida]